# Joseph Tardif
Pour les articles homonymes, voir Tardif.
Joseph Tardif, né le 27 octobre 1855 à Houesville et mort le 22 avril 1923, est un historien français.

## Biographie
Comme son père Adolphe Tardif, Ernest-Joseph Tardif suit les cours de l’École des chartes, où il obtient le titre d’archiviste paléographe, et se fait recevoir docteur en droit et avocat à la Cour d’appel de Paris.
Il s’occupe, comme son père, de travaux juridiques et historiques et est secrétaire de la Revue historique de droit français et étranger.

## Publications
- Coutumiers de Normandie, textes critiques, 1882, in-8° ;
- Les Auteurs présumés du grand Coutumier de Normandie, 1885, in-8° ;
- La Date et le Caractère de l’ordonnance de saint Louis sur le duel judiciaire, 1887, in-8° ;
- Une minute de notaire du XIe siècle en notes tironiennes, 1888, in-8° ;
- Saint-Pair-sur-la-Mer et ses saints, avec son père, Rennes, 1888, in-18.